# Parafia Ewangelicko-Augsburska w Aleksandrowie Łódzkim
Parafia Ewangelicko-Augsburska w Aleksandrowie Łódzkim – parafia luterańska w Aleksandrowie Łódzkim.
Zbór w Aleksandrowie Łódzkim jest jednostką administracyjną Kościoła Ewangelicko-Augsburskiego w RP, a należy do diecezji warszawskiej. W 2017 liczył około 15 członków.
Siedziba parafii mieści się przy ul. Wojska Polskiego w Aleksandrowie Łódzkim; nabożeństwa w tamtejszej kaplicy odbywają się w pierwszą i trzecią niedzielę miesiąca. 

## Historia
Parafia została założona przez kolonistów niemieckich z Rudy. Pierwotnie jej siedzibą była Brużyca. Głównym organizatorem placówki i jej pierwszym pastorem był w latach 1801-1830, Fryderyk Tuve. 
Początkowo nabożeństwa odbywały się w sali szkoły niemieckiej w Rudzie, a od 1817 roku w wybudowanym z drewna kościele w Rudzie. W 1824 roku pastor Fryderyk Tuve zorganizował filiał parafii w nowo powstałym Aleksandrowie Łódzkim. Z czasem rozpoczęto tam budowę ceglanego kościoła, a następnie w latach 1824-1829 przeniesiono ośrodek duszpasterski z Brużycy. W tym czasie zbór liczył około 3800 wiernych pochodzących z 29 miejscowości.
W latach 1830–1947 kolejnymi proboszczami parafii byli: Henryk Rauh, Heinrich Zander, Edmund Holz, August Schufer, Juliusz Buse. Po II wojnie światowej parafia utraciła większą część wiernych oraz kościół przy miejskim rynku, który przeszedł w posiadanie parafii rzymskokatolickiej św. Archaniołów Rafała i Michała. W latach 60. XX wieku luteranie swoją świątynię parafialną odzyskali jednak z braku możliwości jej utrzymania pozostawili w dzierżawie katolikom. W 2002 roku kościół został sprzedany.
Od 1945 roku nabożeństwa odprawiane są w dawnej parafialnej kaplicy pogrzebowej. Znajduje się ona przy bramie cmentarza ewangelickiego. Funkcję pastorów w Aleksandrowie Łódzkim pełnią proboszczowie z Parafii Ewangelicko-Augsburskiej św. Mateusza w Łodzi.